# 肖梅代 (选区)
肖梅代（法語：Chomedey）是加拿大魁北克省的省选举区，位于拉瓦勒西部。它是肖梅代街区一部分。其南部边界是普雷里河，东部为魁北克15号公路，北部为魁北克440公路以及西部边界魁北克13号公路。该选区因1964年玛丽城（现在蒙特利尔）创建者保罗·肖梅代而得名。